# ゴア・ガジャ
ゴア・ガジャ（尼: Goa Gajah、ジャワ語: Guwa Gajah、「象〈gajah〉の洞窟〈goa〉」〈英: ‘Elephant Cave’〉の意、ゴア・ガジャ寺院〈尼: Pura Goa Gajah〉）は、インドネシアのバリ島中南部のウブド東郊外に位置する11世紀のヒンドゥー教寺院（プラ、pura）である。ブドゥルの谷間にある「象の洞窟」とも呼ばれる石窟寺院および長方形の沐浴場からなる。

## 名称
かつて石窟入口の主要彫像がゾウに似るとされたため「象の洞窟」と称されたといわれるほか、寺院内部にあるゾウの頭を持つヒンドゥー教の神ガネーシャの石像にちなんで名付けられたともいわれる。また、バリ島にゾウは生息していなかったが、かつて付近を流れるプタヌ川が「象 (gajah) の川 (lwa)」(‘Lwa〈Lwah/Loh〉Gajah’) と呼ばれていたことにより名付けられた可能性も考えられる。

## 歴史

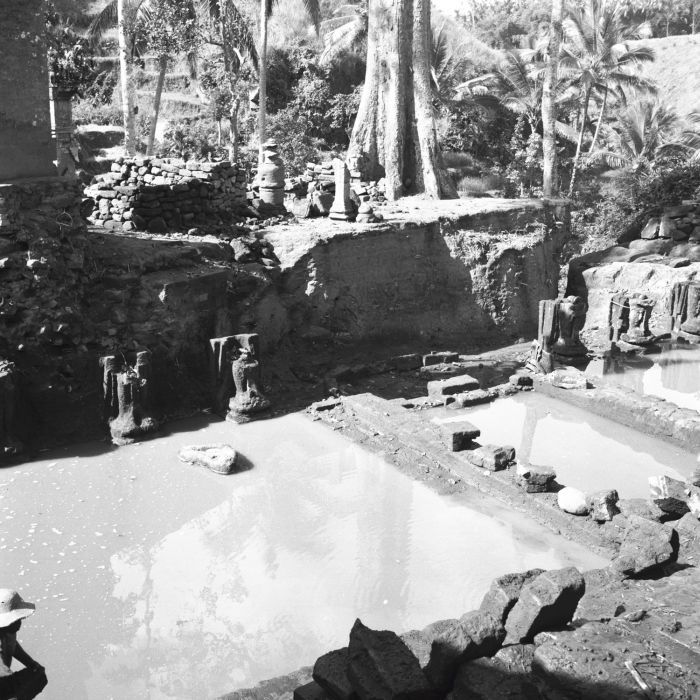
発掘中の沐浴場（1954年）

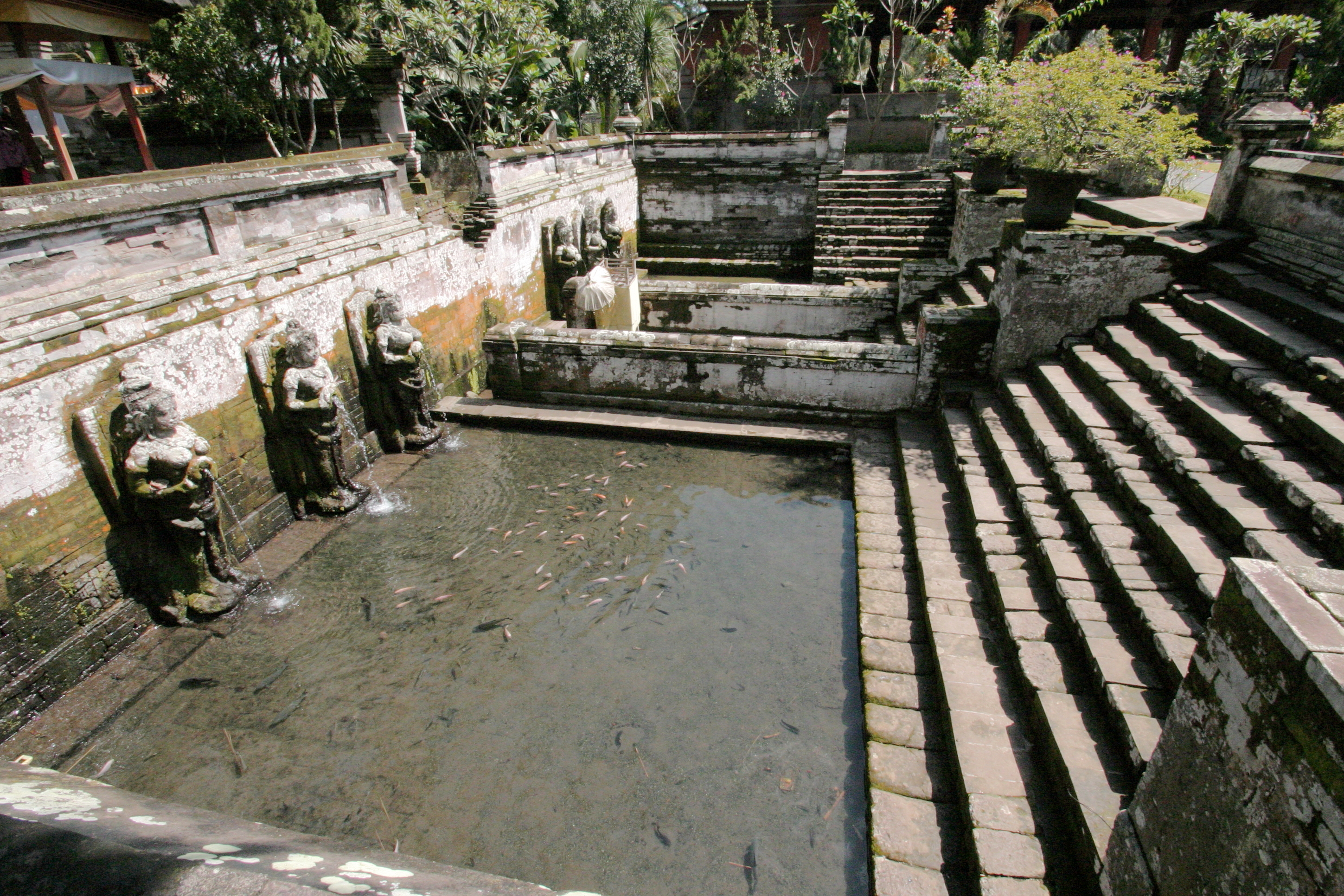
胸元に水差し（噴水）を備えた女神像（アプサラス）がある沐浴場

石窟の由緒は明らかでないが、精神的な瞑想の場所として構築されたものと考えられる。伝承によると、伝説的巨人クボ・イワの爪によって造られたと伝えられるが、石窟内の刻文様式の検証などにより、この聖域はおそらく11世紀のものと考えられ、11世紀前半、バリ王国（ワルマデワ王朝）の王ウダヤナ（Udayana〈ダルモーダーヤナワルマデーワ〉）とジャワのクディリ朝の王女マヘーンドラダッターの間に生まれたクディリ朝のアイルランガ王（1001年頃-1049年）の時代と考えられている。ヒンドゥー教の聖域としての機能を果たしたが、近くの遺跡および仏教寺院の遺構により、この一帯は初期バリの仏教徒の要地でもあったと考えられる。
この場所は、マジャパヒト王国時代の1365年に記された宮廷年代記『ナガラクルタガマ』（ナーガラクルターガマ、梵: Nāgarakṛtāgama）として知られるジャワの詩篇『デーシャワルナナ』（“Desawarnana”、「地方の描写」の意）に言及されている。
石窟はオランダ東インド会社（蘭: Verenigde Oost-Indische Compagnie、略称: VOC）の職員により初めて報告され、1923年にオランダの考古学者によって再発見されたが、噴水を備えた長方形の沐浴場はインドネシア独立後の1954年になって発見されたもので、1979年にかけて発掘および調査が行なわれた。ゴア・ガジャ遺跡は、1995年に国際連合教育科学文化機関（ユネスコ、UNESCO）の世界遺産（文化遺産）暫定リストに登録されたが、2015年には、ほかの11か所とともに削除されている。

## 構成

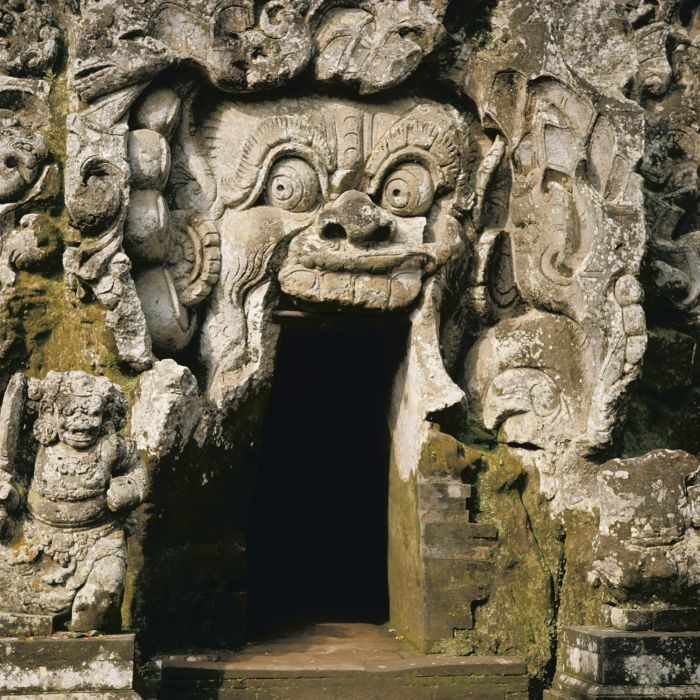
「象の洞窟」入口のボーマ像

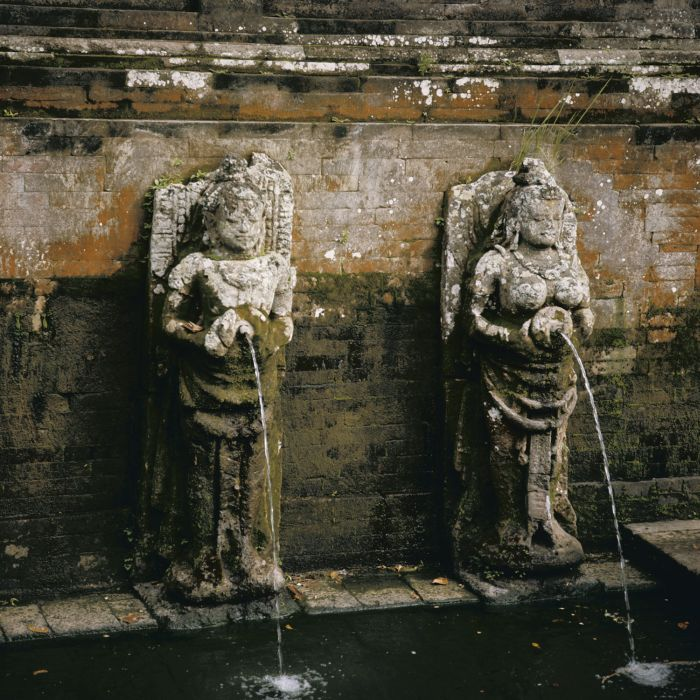
沐浴場の女神像（アプサラス）

石窟寺院は、入口の岩石に刻まれた威嚇するような鬼面により特徴づけられ、その意図は悪霊を追い払うことにあったと考えられる。この主たる形象は地界を守護するボーマ（ボモ、bhoma、〈またはキルティムカ〉）とされるが、耳飾りが見られることから一般にバリに伝わる魔女ランダともいわれる。また周囲には森や動物の意匠などが数多く彫られている。
石窟内は、高さ2メートル、平面構造は「T」字形で、右（東）・左（西）にそれぞれ神像を祀る壁龕がある。発見後の1925年に、洞内には何もなかったことが記録されている。その後、右（東）の壁龕にヒンドゥー教のシヴァの三大神（三神一体）を象徴するリンガ・ヨニ（トリリンガ、Trilingga）が祀られ、左（西）の壁龕にはシヴァの息子ガネーシャの坐像が安置されている。

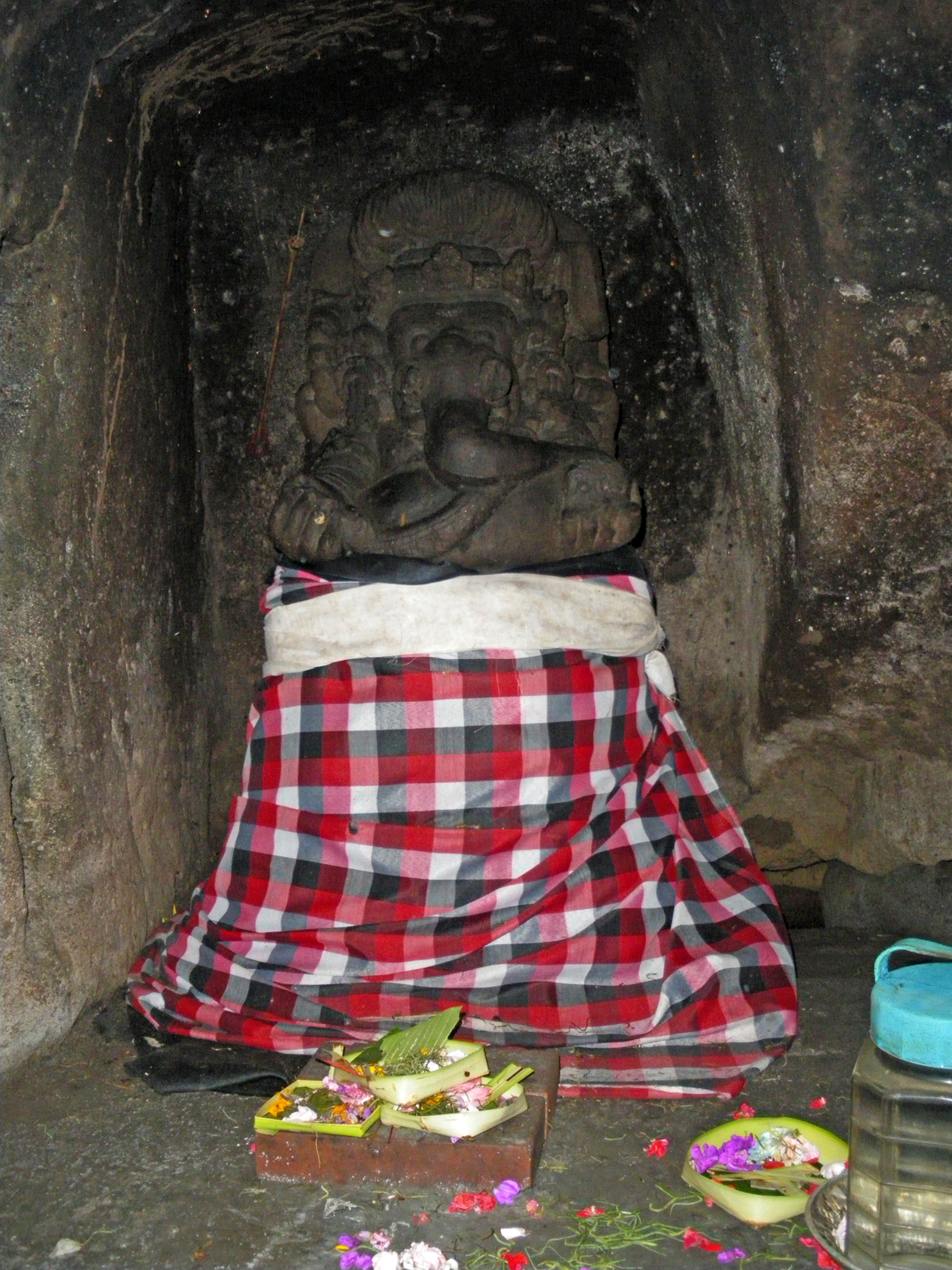
ガネーシャ像
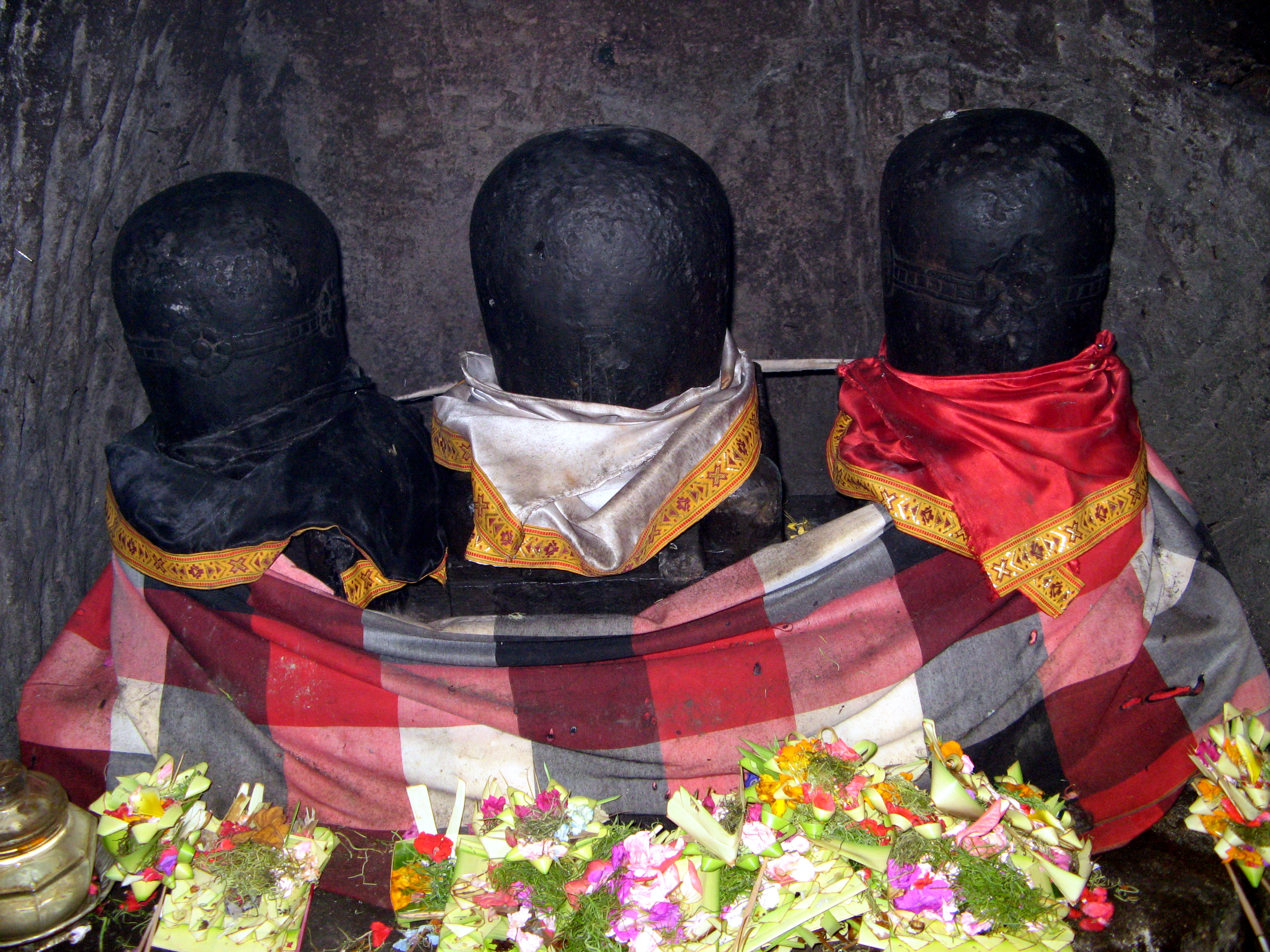
シヴァ三大神のリンガ

「象の洞窟」の前方には、女神ハーリティー（梵: Hārītī、鬼子母神）などいくつかの彫像がある。向かって左端にあるハーリティーの彫像は、結跏趺坐（けっかふざ）で、右手は与願印をなし、左手で1人の幼児を抱いて、左右6人の子供に囲まれた姿を描いている。ハーリティーは、バリにおいてメン・ブラユト (Men Brayut〈Nini Brayut〉) として知られる女神と同一視されている。
1950年代に発掘されたこの複合体の大規模な聖池である沐浴場は、南北20メートル、東西7メートルとなる。東側の壁面には、7つの聖なる川であるガンジス川、サラスヴァティー川、ヤムナー川、ゴーダーヴァリ川、インダス川、カーヴィリ川、ナルマダー川を表す水差しを持つ7体の女神像（アプサラス）があったが、そのうちの1体は崩壊により失われており、6体の彫像が残存する。